# Hügelland von Polhov Gradec
Polhograjsko hribovje, auch Polhograjski Dolomiti, Polhograjci oder Pograjci (deutsch: Hügelland / Bergland von Polhov Gradec auch Hügelland / Bergland von Billichgrätz, englisch: Polhov Gradec Hills) ist die slowenische Bezeichnung für eine mittelgebirgige geografische Region in den nordwestlichen Voralpen Sloweniens auf dem Gebiet der Gemeinde Dobrova-Polhov Gradec.

## Lage
Das Gebiet grenzt im Norden und Nordwesten über das Poljanska-Tal (Poljanska dolina) an das  Hügelland von Škofja Loka, im Nordosten an das Sorška polje, im Südosten und Osten an das Laibacher Becken bzw. an das Laibacher Moor. Im Südwesten geht es in die Rovtar-Berge über.
Der größte Wasserlauf im Hügelland von Polhov Gradec ist der Fluss Gradaščica.

## Name
Die Hügel sind nach Polhov Gradec benannt, der zentralen Siedlung im Gebirge. Auf Deutsch waren sie früher als Billichgrä(t)zer Gebirge oder Billichgrä(t)zer Berge bekannt. Beide basieren auf dem deutschen Namen für Polhov Gradec. Slowenische Geographen haben den slowenischen Namen Polhograjski Dolomiti (wörtlich: Polhov Gradec Dolomiten) als unangemessen abgelehnt.

## Geologie
Das Mittelgebirge besteht aus Ton- und Sandstein des Paläozoikums und der Untertrias, in den höheren Lagen aus Kalkstein und Dolomit. Die Oberflächen sind zerklüftet und von steilen Tälern und Schluchten durchzogen, die in Richtung Poljanska Sora und Gradaščica fließen. Das Gebiet ist größtenteils vont Wald bedeckt, es gibt einige Wiesen und Felder neben vereinzelt gelegenen Bauernhöfen.

## Gipfel
(über 900 m)
- Tošč (1021 m)
- Pasja ravan (1020 m)
- Polhovec (948 m)
- Kal (936 m)
- Sivka (934 m)
- Mlaka ali Prosenov grič (914 m)
- Veliki Babnik (905 m)
- Mali Tošč (902 m)
- Javorč (901 m)